# Províncias Unidas do Rio da Prata
Províncias Unidas do Rio da Prata ou Províncias Unidas da América do Sul (respectivamente, em espanhol: Provincias Unidas del Río de la Plata e Provincias Unidas de Sud América) foram antigas províncias do Vice-reinado espanhol do Rio da Prata, com capital em Buenos Aires, após a independência em 1816. O nome foi usado na constituição de 1819 da Argentina.
Este foi o nome oficial do país até a constituição argentina de 1826, quando o nome República Argentina foi usado pela primeira vez.

## História

### Governo Independente
Desde 1776, todos os territórios do Vice-reinado do Peru, exceto a Capitania Geral do Chile, passaram a constituir o vice-reinado do Rio da Prata. Em 25 de Maio de 1809, os ouvidores da Audiência do Charcas ordenaram a prisão do Presidente Garcia de León e Pizarro, dando início a Revolta da Chuquisaca. Em 1810, o povo de Buenos Aires começou a Revolução de Maio, que expulsou o vice-rei espanhol, elegendo uma primeira Junta de governo integrada majoritariamente por Crioulos, que deu origem a Guerra de Independência com a Espanha (1810–1824).
Em 1813, realizou-se a chamada Assembleia do Ano XIII, de onde se estabeleceu o Escudo Nacional e o Hino Nacional. Em 1815, as províncias da Liga Federal se reuniram no Congresso do Arroyo de la China, declarando sua independência da Espanha, esperando por um congresso geral de todas as demais províncias unidas.

### Declaração de Independência
Durante a declaração da independência de 9 de julho de 1816, a maioria das províncias do antigo Vice-reinado do Rio da Prata tomam o nome de União das Províncias da América do Sul, assim como se mantém também o nome de União das províncias do Rio da Prata.
A esta declaração não foram incluídas nesse momento as províncias confederadas na União dos Povos Livres, com exceção de Córdoba, que reconheciam José Gervasio de Artigas como seu protetor, e que haviam declarado independência da Espanha no Congresso do Arroyo de la China, que aconteceu em Concepción do Uruguai no ano de 1815.
O motivo para a maioria das províncias federais não poderem assistir ao Congresso de Tucumán se deu pelo impedimento realizado pelos chamados Unitários e a invasão iniciada pelo Reino Unido de Portugal, Brasil e Algarves à Província Oriental, desencadeando a Guerra contra Artigas.
Quanto a Tarija, a contra-ofensiva realizada pela Espanha desde o Alto Peru igualmente dificultou sua representação no Congresso de Tucumán.

### Congresso Constituinte
Em 1825, todas as províncias (incluindo a Província Oriental, atual Uruguai, e a província de Tarija e Chichas) se reuniram no Congresso Nacional Constituinte Argentino, deixando para as quatro intendências do Alto Peru, que se encontravam sob administração provisória do Exército Libertador sob comando do Marechal Sucre, a liberdade de decidir por si mesmas seu futuro.
Em janeiro desse ano, o Congresso Nacional chegou a um acordo e decretou o estabelecimento de um Registro Nacional, onde se colocariam todas as leis e decretos que emanassem do citado Congresso.
Em 6 de fevereiro de 1826, o Congresso Constituinte determinou a instalação do poder executivo nacional, nomeado mediante voto majoritário dos deputados.  No dia seguinte, realizou-se a votação e nomeação para o cargo de Bernardino Rivadavia.

### Dissolução
Após algum tempo, o nome Províncias Unidas do Rio da Prata caiu em desuso assumindo o nome de Confederação Argentina. O Partido Unitário teve de se exilar no Uruguai apoiando o Partido Colorado, rivais dos Blancos aliados da Confederação Argentina.

### Restauração
Mais tarde, na Batalha de Pavón, triunfam os unitários de Mitre criando um estado único, cujo nome definitivo foi Argentina, que não era oficial nas antigas Províncias Unidas.

## Geografia

### Localização
As Províncias Unidas do Rio da Prata faziam fronteira ao sul com a terra ocupada por nativos indígenas do Pampas e Patagônia que era terra natal das nações ameríndias dos Mapuche, Ranquel e Het. Ao norte era limítrofe com o Paraguai e os territórios indígenas do Grande Chaco, então ocupado pela nação Guaycurú. A oeste, limitava-se com a Capitania Geral do Chile, território pertencente à Espanha. E ao leste fazia fronteira com o Brasil (inicialmente pertencente ao Império Português e independente a partir de 1822).

### Províncias
Integravam as Províncias Unidas do Rio da Prata:
- Província de Buenos Aires: naquela época era uma pequena província, uma vez que os territórios das atuais províncias costeiras haviam sido separados e cuja potência vinha do porto de Buenos Aires e sua localização estratégica.
- Província Oriental: foi uma das províncias constituintes da Liga Federal (ou União dos Povos Livres) liderada por José Artigas. Esta liga declarou-se independente, com respeito à Espanha e outras potências estrangeiras (isto é, extra rio-platenses, sendo na época um deles, o reino luso-brasileiro) no Congresso do Oriente, em 29 de junho de 1815. Grande parte de seu território foi invadida pelo Reino Unido de Portugal, Brasil e Algarves. Depois da Guerra Argentino-Brasileira, no ano de 1828, a Província Oriental foi estabelecida, diante de intervenção inglesa, como independente com o nome do Estado Oriental do Uruguai.
- Província de Entre-Ríos: integrante da União dos Povos Livres.
- Província de Corrientes: integrante da União dos Povos Livres.
- Província de Santa Fé: integrante da União dos Povos Livres.
- Província de Cuyo: enviou representantes por Mendoza, San Juan e San Luis.
- Província de Córdoba: integrante da União dos Povos Livres.
- Província de Misiones: integrante da União dos Povos Livres. A região de Misiones Orientales foi ocupada por Portugal em 1801.
- Província de Tucumán: enviou representantes por Tucumán, Santiago del Estero e Catamarca.
- Província de Salta: enviou representantes por Salta, Jujuy e Tarija (incluindo Chichas).
- Províncias do Alto Peru: os deputados da Província de Charcas estiveram presentes, tanto na Declaração de Independência de 1816 (José Mariano Serrano, Mariano Sánchez de Loria e José Severo Malabia) quanto na sanção da Constituição de 1819 (Jaime Zudañes e José Mariano Serrano). Foram enviados representantes para Charcas.
- Província de Cochabamba: enviou representantes a Cochabamba e Mizque. O doutor Pedro Carrasco, pela Constituição de 1819, foi deputado por Cochabamba.
- O forte de Carmen de Patagones: na fronteira entre o Pampa e a Patagônia, no meio do território indígena, era (como hoje) uma parte da Província de Buenos Aires. As Ilhas Malvinas foram desabitadas pelas forças monarquistas em 1811, sendo colonizadas novamente a partir de 1820, pela já herdeira nação argentina.